# 舟橋慶一
舟橋 慶一（ふなばし けいいち、1938年（昭和13年）2月6日 - ）は、元日本教育テレビ・テレビ朝日のアナウンサー。特定非営利活動法人エコです環境応援団副理事長。環境省認定環境カウンセラー。現在「自然との共生塾」「伝承の会・語り部塾」「伝承の会・闘魂語り部塾（燃える闘魂アントニオ猪木を語り継ぐために）」を主宰。

## 経歴
東京都出身。早稲田大学第一商学部卒業。
1962年、日本教育テレビ（NET）に入社。テレビアナウンサーとしてスポーツ中継、報道番組、ドキュメンタリーなどを担当。
スポーツ放送ではアマチュアスポーツからプロスポーツの実況まで幅広く活躍した。特にプロレスリング実況では、解説の桜井康雄（東京スポーツ）とコンビを組み、日本プロレス～草創期の新日本プロレスの激戦の語り部としてその名を知られている。1976年6月26日、格闘技世界一決定戦：アントニオ猪木 vs.モハメド・アリの試合を実況中継したのも舟橋である。
また陸上競技、バレーボール、サッカー、レスリング、重量挙げなどアマチュアスポーツを中心に放送を担当、NETが競馬中継を行っていた時代にも競馬実況アナウンサーとしても活躍していた。
1980年テレビ朝日が独占中継権を獲得したモスクワオリンピックのチーフアナウンサーとなったが、モスクワオリンピックは当時のソビエト連邦のアフガニスタン侵攻により、”自由圏”諸国がボイコット。日本人選手が参加しない”幻のオリンピック”になった。このため、このモスクワオリンピックでテレビ朝日は370時間の放送を敢行したが、この年のオリンピックはほとんど共産圏だけが参加した片肺のオリンピックとなり惨憺たる視聴率に終わった。五輪のテレビ朝日独占が決まってから、各スポーツ中継における後進の指導にあたっていたが、石橋幸治、古舘伊知郎、吉澤一彦等の次の世代が育ったため、オリンピック終了後アナウンス部から営業部に異動した。
また、テレビ朝日を退職した1995年から2002年までは秋田朝日放送（系列局）の代表取締役も務めた。
秋田で番組制作で触れた”世界遺産白神山地”に感銘、世界最大のブナの大原生林の中で、多くの命（動植物、微生物）が悠久の年月をかけて生き続け、これからの人類の歴史の中で自然科学、食や医学に必ず大きな寄与をするであろうということを確信。地球の自然環境を守ることをライフワークに。未来の子供たちに美しい地球を残すために秋田朝日放送退任後は内閣府認証NPO法人「エコです環境応援団」の副理事長を務める。
2008年”地球の健康・体の健康”をテーマに「自然との共生塾」を主宰。各地で講演活動を行う。「自然との共生塾・健康講座」では千島学説などを解りやすく伝え続けている。
その後並行して、後世に伝えるべく「伝承の会・語り部塾（美しく正しい日本語を伝えるために）」「伝承の会・闘魂の語り部塾（燃える闘魂アントニオ猪木を話語り継ぐために）」などの講座を開設・主宰している。

## 出演番組

### テレビ
- ワールドプロレスリング【日本プロレス中継時代から務めていた】
- モスクワオリンピック
- 各種アマチュアスポーツ
- ボクシング、キックボクシングなど格闘技
- ANNニュースセブン
- 学校番組
- 競馬実況中継

## エピソード
- アントニオ猪木のキャッチフレーズ「燃える闘魂」（当初は「燃ゆる闘魂」）は、舟橋の命名。坂口征二の「世界の荒鷲」や「長州力」というリングネームを命名したのも舟橋である[1]
- 猪木・アリ戦の死闘。猪木とアリに芽生えた友情　実況アナ・舟橋慶一は世紀の一戦に「究極の『無言の会話』を交わした闘いだった」
- 実況アナ・舟橋慶一が振り返る「猪木vsアリ」SPORTIVA①～⑤
- 79歳で亡くなったアントニオ猪木。幾多の名勝負をリングに刻んだ"燃える闘魂"が、世界の格闘技史を揺るがせた一戦といえば、プロボクシング世界ヘビー級王者モハメド・アリとの「格闘技世界一決定戦」である。1976年6月26日に日本武道館で行われた一戦を、試合の実況を務めた元テレビ朝日アナウンサー・舟橋慶一さんの証言と共に振り返る。